# XpanD 3D

Logo des Unternehmens

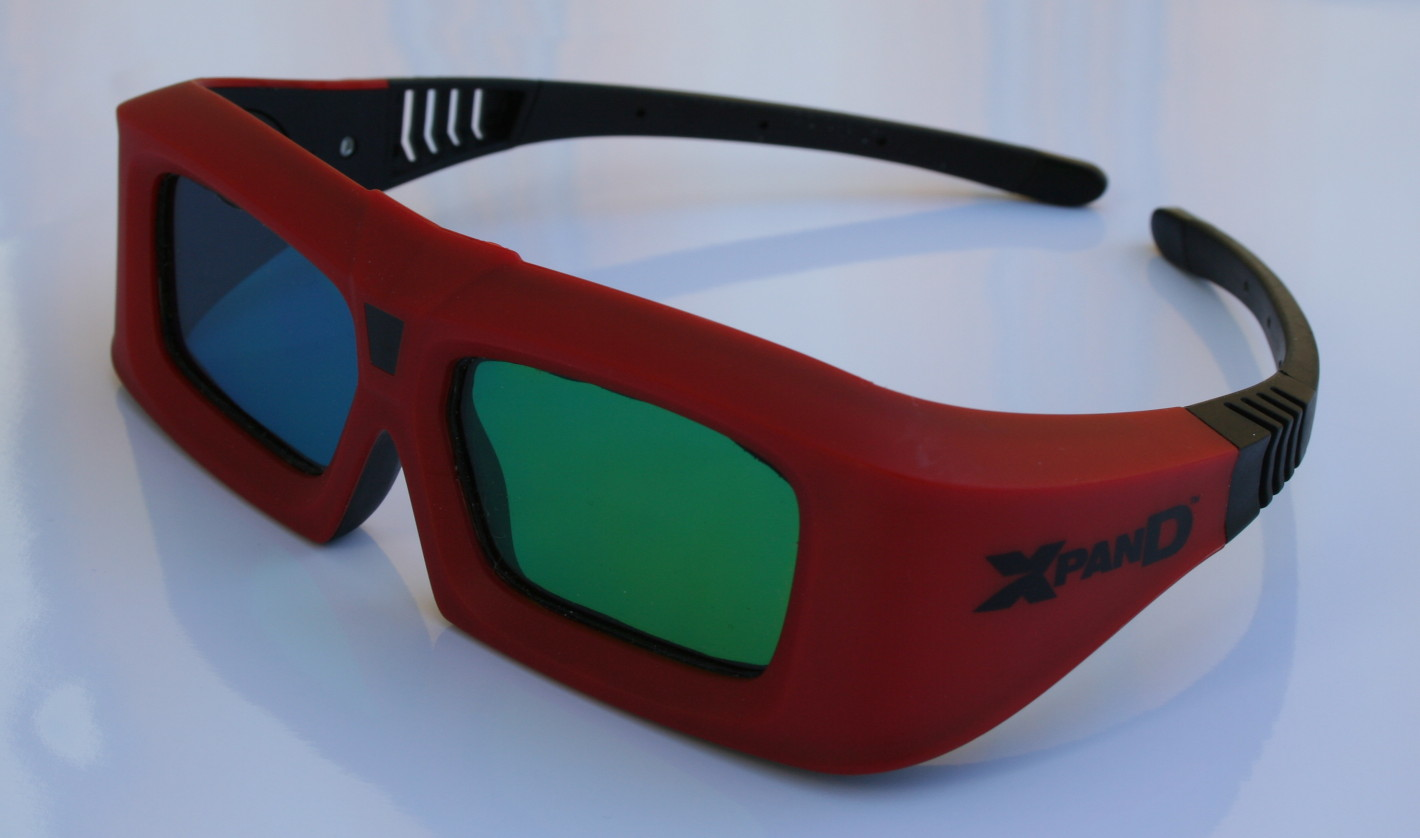
Shutterbrille XpanD-Verfahren

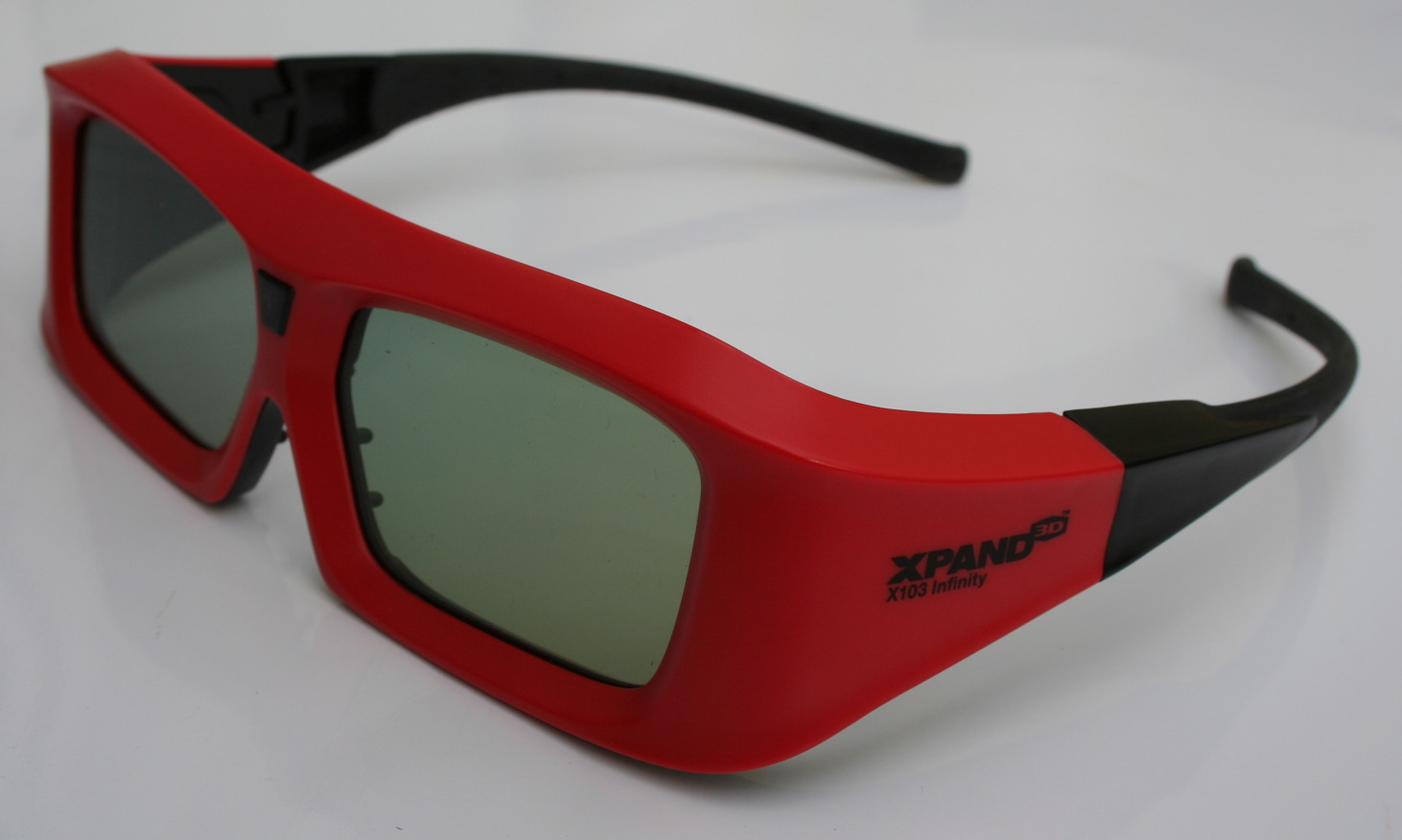
Neue XpanD-Brille X103 Infinity

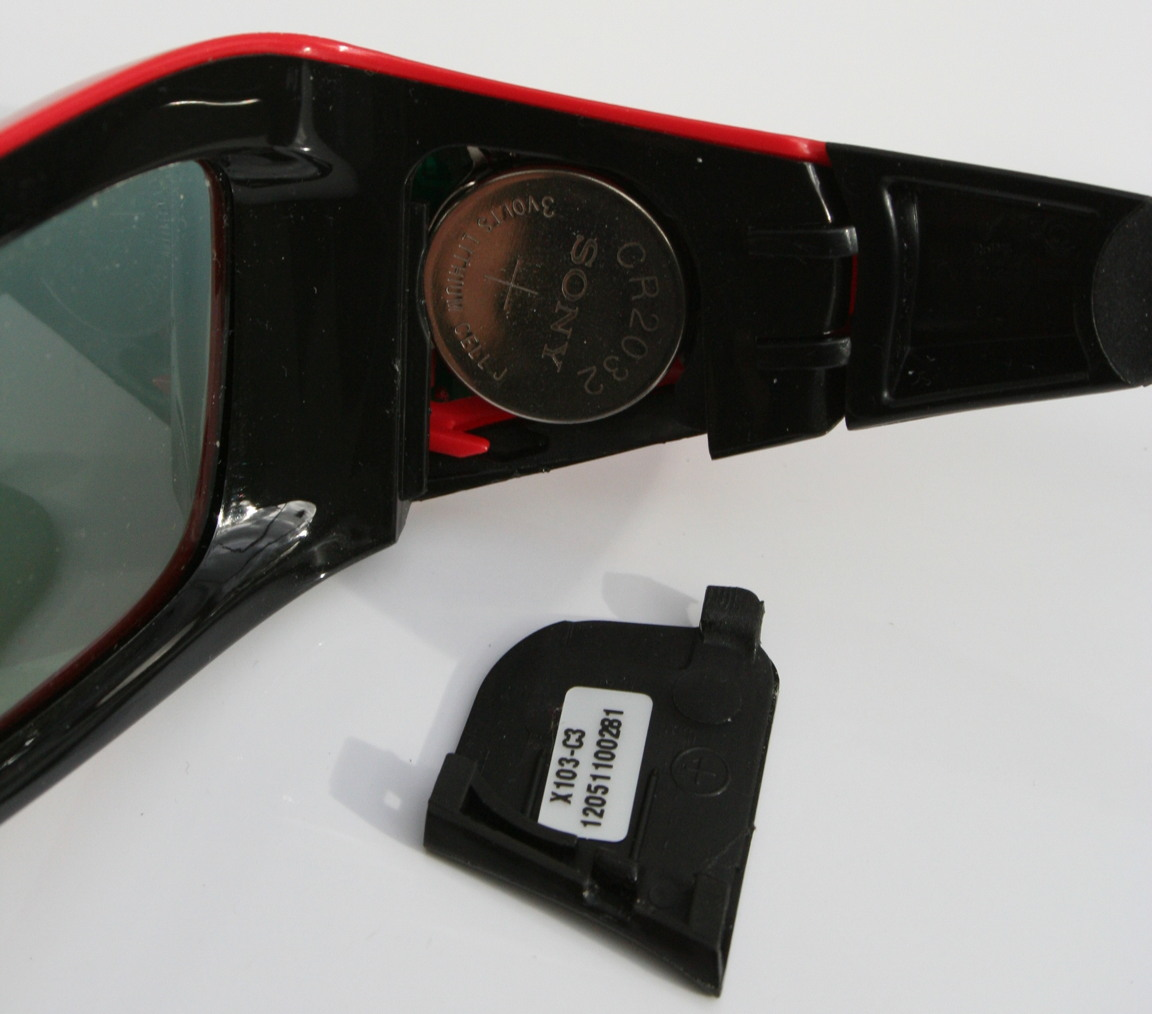
Batterie in der XpanD-Brille X103 Infinity

XpanD 3D ist der Markenname für ein digitales 3D-Darstellungsverfahren für Digitales Kino, Heimkino, Videospiele und andere Anwendungen. XpanD ist Weltmarktführer für Shutterbrillen.

## Technik
Stereoskopie basiert auf dem Prinzip, dass jedem Auge ein leicht unterschiedliches Bild gezeigt wird. Xpand benutzt dafür ein Shutter-System, bei dem die Bilder für jedes Auge in schneller zeitlicher Abfolge hintereinander gezeigt werden. Die Zuschauer tragen elektronische Brillen, deren LCD-Linsen zwischen durchsichtig und undurchsichtig wechseln, um den Träger nur jeweils das richtige Bild für das richtige Auge zur richtigen Zeit sehen zu lassen. Ein Infrarot-Signal, das in den Zuschauerraum gesendet wird, sorgt für die Synchronisation der Brillen. Seit 2012 stehen die neuen Brillen vom Typ "X103 Infinity" zur Verfügung: Sie sind etwas leichter, haben ein leicht vergrößertes Sichtfeld und eine veränderte Geometrie. Die leicht auszuwechselnde Standardbatterie soll laut Hersteller nun mindestens 350 Stunden durchhalten.

## Vorteile
Im Unterschied zu Systemen mit polarisiertem Licht (wie RealD) benötigt XpanD keine Silberleinwand. Außerdem gibt es bei der Farbqualität des Bildes im Gegensatz zu anderen Verfahren keine Qualitätseinbußen gegenüber zweidimensionaler Projektion. Bei Kopfneigungen des Zuschauers treten auch keine Nachteile für den 3D-Effekt auf, die es bei linearer Polarisation gibt.

## Nachteile
XpanD-Brillen sind deutlich teurer als Polarisationsfilterbrillen. Deshalb werden diese von den Kinos meist verliehen, nach Gebrauch gereinigt und mehrfach verwendet. Dabei müssen die Kinos einen gewissen Schwund durch Diebstahl oder Beschädigungen in die Betriebskosten einkalkulieren. Die Brillen sind außerdem etwas schwerer als bei anderen Systemen. Zudem ist jedes LCD-Glas rechnerisch während der Hälfte des Films dunkel geschaltet und dunkelt das Bild auch bei Durchsicht leicht ab, wodurch das sichtbare Bild merklich dunkler und kontrastärmer ist. Die Brillen enthalten Batterien für die integrierte Elektronik, durch Blinken der Sichtfelder wird signalisiert, dass die Batterie ausgetauscht werden muss.